# かわいえいじ
かわい えいじ（川合 栄次、1985年11月26日 - ）は、日本の男性シンガーソングライター、作曲家、編曲家。北海道出身、血液型AB型。もじゃもじゃヘアが特徴。
自身の2ndシングルまで漢字表記で活動していたが間違えられるため現在は、平仮名の「かわい えいじ」で活動を行っている。

## 来歴
- 中学1年のときに始めたギターをきっかけに作曲を始める。自称「宅録王子」。

2004年
- バンドに誘われViolent is Savannaを結成。以来、ベースと全楽曲の作曲を手掛ける。

2010年
- 10月にエイベックスよりViolent is Savannaでメジャー・デビュー。 iTunesや音楽誌『MUSICA』（FACT）が選ぶ「最もブレイクしそうなアーティスト」をダブル受賞。

2013年
- 11月に同バンドを脱退。ソロ・シンガーソングライターとして活動を開始した。
- 3月、Every Little Thingのシングル『ハリネズミの恋』のC/W曲となった『Lien』を楽曲提供。映画『映画はなかっぱ 花さけ!パッカ〜ん♪ 蝶の国の大冒険 ザッツ・はなかっぱミュージカル パンとごはん、どっちなの!?』の主題歌に使用される。

2014年
- 2月19日、Every Little Thingのアルバム『FUN-FARE』に「キミト」を楽曲提供し、「Lien」と2曲が収録される。
- 8月27日、1stシングル「優しい人」配信限定リリース。USENのリクエストランキングで2週連続1位を獲得し、年間リクエストインディーズランキングで5位を獲得。

2015年
- 2月4日、2ndシングル「この2メートルで」を発売。TOKYO FMの2月度パワープレイとなる。
- 3月、U-KISSのアルバム『action』に「Brave」を作詞・作曲で提供。
- 6月24日、3rdシングル「カゲロウ」を発売。MVには、『テラスハウス』に出演していた島袋聖南とモデルの菅野結以がセクシャルマイノリティー役を演じた。監督は猪俣ユキ。

2017年
- 3月、生協の宅配パルシステム「こんせん牛乳」CM動画音楽[3]。

2018年
- 12月19日、U-KISSのアルバム「Glory」に「Sunset」[4]を作詞・作曲で提供。

2022年
- 2月21日、井上紗矢香のデジタルシングル「旗印」[5]の作編曲を担当。
- 『めざまし8』（フジテレビ）2022年2月度エンディングを担当。

## 人物
- もともと天然パーマであるが、更に2万円を費やしパーマをかけている。本人曰く「もじゃもじゃヘアー」。
- Every Little Thingの持田香織に楽曲提供した際「ソロでもやればいいのに」と言っていたことをスタッフに聞き、シンガーソングライターになったと言われている。
- その歌声は女性と間違われるくらいの甘い声で[6]、ルックスと多いに反するとリリースのプロモーション時に配られる資料にも書かれているそう[要出典]。
- 好きなものは甘いコーヒー。

## Violent is Savanna
- OH LOVE YOU
- ベル鳴る方へ
- you and me
- リフレインチューマー
- アワイロサクラチル
- とんだLove Song
- TOKYO
- A.D.G.
- ランデヴー
- PARALLEL
- Show Time
- 1408
- Like me.
- 好きな人の好きな人。
- I LOVE YOU
- それなり
- It's Power of LOVE
- つなぐ
- ヒネクレJumper
- あの頃の僕ら
- くだらない日々にさようなら
- Kiss me, Kiss you
- 君と君と君
- 妄想羽付きの人
- Hello I Need You
- さかさ
- 今のあたしより。
- 殴り書き I LOVE YOU

## シングル
|     | 発売日        | タイトル        |
| --- | ------------- | --------------- |
| 1st | 2014年8月27日 | 優しい人        |
| 2nd | 2015年2月4日  | この2メートルで |
| 3rd | 2015年6月24日 | カゲロウ        |

## 楽曲提供
井上紗矢香
- 旗印（作曲・編曲）

Every Little Thing
- Lien（作曲）
- キミト（作曲・編曲）

乃木坂46
- 僕たちのサヨナラ（作曲・編曲）

日向坂46
- 妄想コスモス（作曲・編曲）

U-KISS
- BRAVE（作詞・作曲）
- Sunset（作詞・作曲）